# Frank Miller
Frank Miller (Olney, Maryland, 27 de janeiro de 1957) é um escritor e desenhista de histórias em quadrinhos norte-americano.
O autor adquiriu notoriedade no início dos anos 80 por seu trabalho na revista Demolidor. Mais tarde, publicou seu trabalho mais conhecido, tanto dentro quanto fora da indústria de quadrinhos: The Dark Knight Returns, um conto sombrio de Batman, situado em um futuro distópico, mas se passando ainda no tempo da Guerra Fria, época em que a HQ foi lançada.
Em suas obras, Miller costuma utilizar uma linguagem sombria, com desenhos marcados por alto-contraste, que lembram os filmes noir.

## Vida
Miller nasceu em Olney, Maryland, e cresceu em Montpelier, Vermont. É o quinto de sete filhos de uma enfermeira e de um carpinteiro/eletricista. Sua família era católica irlandesa.

## Carreira
Miller cresceu como um fã de quadrinhos, tendo uma carta sua publicada pela Marvel Comics na revista The Cat  #3 (abril de 1973).[carece de fontes?] Sua primeira obra publicada foi na Gold Key Comics da Western Publishing, recomendada por Neal Adams, a quem um jovem Miller, depois de se mudar para Nova Iorque, apresentou amostras e recebeu muitas críticas e aulas informais ocasionais. Embora seu nome não apareça nos créditos, Miller foi provisoriamente creditado em "Royal Feast", uma história de três páginas dos quadrinhos de The Twilight Zone #84 (junho de 1978), baseados na série televisiva de mesmo nome, e também  em "Endless Cloud", uma história de cinco páginas na edição seguinte (julho de 1978) da mesma revista. Até o momento da última, Miller tinha seu primeiro crédito confirmado na história de seis páginas "Deliver Me From D-Day", de Wyatt Gwyon, colorida por Danny Bulanadi, em Weird War Tales #64 (junho de 1978).[carece de fontes?]
Jim Shooter, ex-editor-chefe da Marvel, lembrou de Miller ao ir à DC Comics, depois de ter rompido com "um pequeno trabalho de Western Publishing, eu acho. Assim encorajado, ele foi para a DC, e depois de ser atacado por Joe Orlando, Frank entrou para ver o diretor de arte Vinnie Colletta, que reconheceu seu talento e lhe chamou para fazer uma história de uma página em um quadrinho de guerra (o site Grand Comics Database não lista este trabalho. Pode ter havido uma história de uma página da DC, ou pode ter se referido à história de duas páginas, do escritor Roger McKenzie, chamda "Slowly, painfully, you dig your way from the cold, choking debris...", publicada em outubro de 1978, na Weird War Tales #68).[carece de fontes?] Outro trabalho incipiente na DC incluiu a história de seis páginas "The Greatest Story Never Told", do escritor Paul Kupperberg, e a história de cinco páginas "The Edge of History", escrita por Elliot S! Maggin em Unknown Soldier #219 (setembro de 1978). Seu primeiro trabalho para a Marvel Comics foi desenhando a história de 17 páginas "The Master Assassin of Mars, Part 3" em John Carter, Warlord of Mars #18 (novembro de 1978).[carece de fontes?]
Na Marvel, Miller começou como substituto regular e artista de capas, trabalhando em uma variedade de títulos. Um desses trabalhos foi desenhar Peter Parker em The Spectacular Spider-Man #27-28 (fevereiro-março de 1979), nas quais havia participação especial do Demolidor. Na época, as vendas do título Demolidor eram pobres, mas Miller viu o potencial em "um protagonista cego em um meio a um mundo puramente visual", lembrou em 2000. Miller conversou com Jo Duffy (sua mentora, a quem ele chamava de seu "anjo da guarda" na Marvel) e ela passou seu interesse em trabalhar nos títulos regulares do Demolidor para editor-chefe Jim Shooter. Shooter concordou e fez de Miller o novo desenhista do título. Como Miller lembrou em 2008: "Quando eu fui pela primeira vez a Nova Iorque, mostrei um monte de histórias em quadrinhos próprias, de fulanos com capas de chuva militares, carros antigos e tal. E [os editores de quadrinhos] disseram: 'Onde estão os tipos nas calças justas? E eu tive que aprender como fazê-los. Mas assim que [o desenhista do Demolidor] Gene Colan deixou o título, eu percebi que era o meu segredo fazer quadrinhos de crime com um super-herói em si. E assim eu os pressionei para me colocarem no título e eu consegui."

### Demolidor e início dos Anos 80

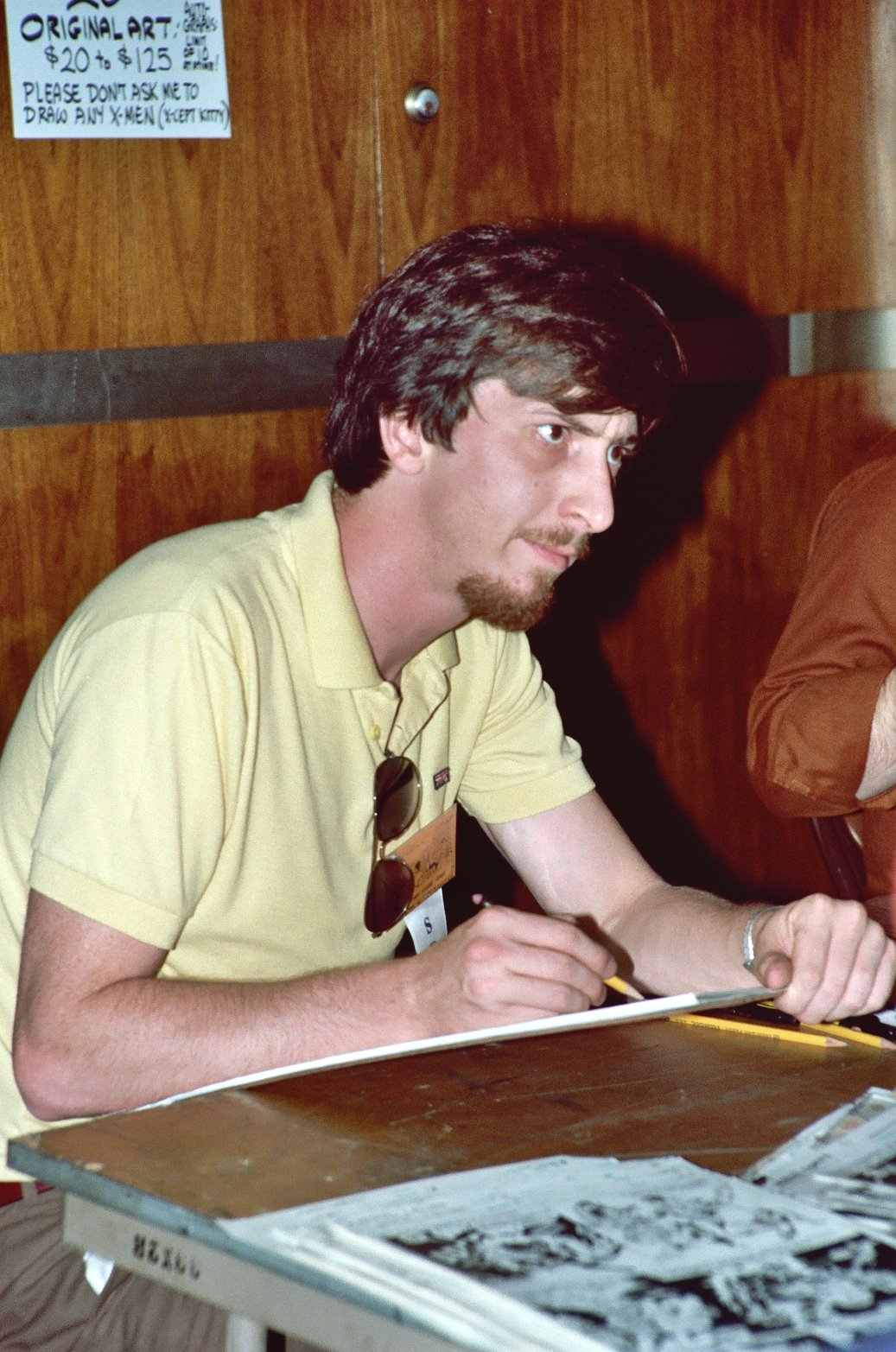
Miller na Comic-Con de 1982.

Na revista Daredevil #158 (maio de 1979), ocorre a estreia de Miller, que se deu no final de uma história em curso escrita por Roger McKenzie e colorida por Klaus Janson. Após essa edição, Miller se tornou uma das estrelas em ascensão da Marvel.
No entanto, as vendas de Demolidor não melhoraram e a administração da Marvel cotinuou a discutir o cancelamento da revista. O próprio Miller quase desistiu da série, pois ele não gostava dos roteiros de McKenzie. A sorte de Miller mudou com a chegada de Denny O'Neil como editor. Percebendo a infelicidade de Miller com a série e impressionado com uma história que ele tinha escrito, O'Neil demitiu McKenzie para que Miller pudesse tentar escrever ele mesmo a série. Miller manteria uma relação de trabalho amigável com O'Neil em toda sua estadia na série. Em Daredevil #168 (janeiro de 1981), Miller assumiu as funções de escritor e desenhista. Depois de apenas três edições com Miller como escritor, as vendas subiram tão rapidamente que a Marvel recomeçou a publicar a revista mensalmente em vez de bimestralmente.
Em Daredevil #168, ocorreu a primeira aparição completa da ninja mercenária Elektra — que se tornaria uma personagem popular e ganharia uma adaptação cinematográfica em 2005 — embora sua primeira aparição tivesse ocorrido quatro meses antes, na capa da The Comics Journal #58, desenhada por Miller. Depois, Miller escreveu e desenhou uma história solo de Elektra na Bizarre Adventures #28 (outubro de 1981). Ele acrescentou um aspecto de artes marciais nas habilidades de luta do Demolidor e introduziu personagens inéditos que tinham desempenhado um importante papel na juventude do personagem: Stick, líder do clã ninja Chaste, que tinha sido sensei de Murdock após ter ficado cego e um clã rival chamado Hand.
Incapaz de lidar com o roteiro e arte de Demolidor no novo calendário mensal, Miller começou confiando cada vez mais em Janson para a arte, mandando-o usar traços mais leves, começando com Daredevil #173. Em Daredevil #185, Miller tinha praticamente abandonado seu papel como artista, entregando para Jansen apenas rascunhos, o que lhe permitiu concentrar-se no roteiro.
O trabalho de Miller em Demolidor foi caracterizado por temas e histórias mais sombrias. O ápice foi em Daredevil #181 (abril de 1982), na qual o Mercenário mata Elektra, e, posteriormente, o Demolidor tenta matá-lo. A última edição de Miller foi Daredevil #191 (fevereiro de 1983). A esta altura, Miller havia transformado um personagem menor da Marvel num dos mais populares da editora.
Além de seu trabalho em Demolidor, Miller também desenhou uma história curta natalina para Batman, chamada "Wanted: Santa Claus – Dead or Alive", escrita por Dennis O'Neil para a DC Special Series #27 (Primavera de 1980). Esta foi a sua primeira experiência profissional com o Batman, personagem com o qual, assim como o Demolidor, Miller se tornaria intimamente associado.
Na Marvel, O'Neil e Miller colaboraram em duas edições de The Amazing Spider-Man Annual. A Annual de 1980 teve a participação do Doutor Estranho, enquanto a de 1981 teve participação do Justiceiro.
Como desenhista e co-escritor, Miller, juntamente com Chris Claremont, produziu a minissérie Wolverine #1-4 (setembro-dezembro 1982), colorida por Josef Rubinstein. Aminissérie não tinha ligação com as edições de X-Men. Miller usou esta minissérie para expandir o personagem Wolverine. A série foi um sucesso de crítica e cimentou ainda mais o lugar de Miller como uma estrela da indústria de quadrinhos.
O primeiro título como criador de Frank Miller foi a minissérie de seis edições da DC Comics Ronin (1983-1984). Em 1985, a DC anunciou Miller como um dos homenageados na publicação Fifty Who Made DC Great em homenagem ao 50° aniversário da empresa.
Miller esteve envolvido em alguns projetos não publicados no início de 1980: um anúncio sobre o Doutor Estranho apareceu nas capas de todas as edições da Marvel em fevereiro de 1981. Nelas estava escrito: "Se ligue nas novas aventuras do feiticeiro supremo da Terra - misticamente conjurada por Roger Stern e Frank Miller". A única contribuição de Miller para a série seria a capa de Doctor Strange #46 (Abril de 1981). Outros compromissos o impediram de trabalhar na série.
Miller e Steve Gerber fizeram uma proposta para renovar os três maiores personagens da DC: Superman, Batman e Mulher Maravilha, sob uma linha chamada "Metropolis" e quadrinhos intitulados "Man of Steel" ou "The Man of Steel", "Dark Knight" e "Amazon". No entanto, esta proposta não foi aceita.

### The Dark Knight Returns

Batman: The Dark Knight Returns #1 (Fev. 1986). Arte por Miller.

Em 1986, a DC Comics lançou Batman: The Dark Knight Returns, uma minissérie de quatro edições escrita e desenhada por Miller em um formato chamado "formato de prestígio". Assim, a HQ foi lançada com lombada quadrada (ao invés de grampeados no formato canoa), em papel resistente (em vez de papel de jornal) e com cartolina (em vez de capas em papel brilhante). Ela foi arte-finalizada por Klaus Janson e colorida por Lynn Varley.
A história conta como Batman, após ter se aposentado depois da morte do segundo Robin, (Jason Todd), retorna aos 55 anos para combater o crime em um futuro sombrio e violento. Miller criou um Batman resistente e corajoso, referindo-se a ele como "O Cavaleiro das Trevas", com base em gibis dos anos 70, que o chamavam de Darknight Detective. Contudo, o apelido de "Cavaleiro das Trevas" para o personagem remonta a 1940.
Fugindo do campo cômico da série de TV dos anos 60, estrelada por Adam West no papel do super-herói, The Dark Knight Returns mostra Batman como um vigilante violento e de certo modo sem escrúpulos. Este trabalho redefiniu o perfil psicológico de alguns vilões clássicos, como o Coringa e o Duas-Caras, bem como mostrou outras facetas do Super-Homem dentro da trama, mostrando-o como um personagem distante. Ao longo da história, Batman inclusive é ajudado pelo Arqueiro Verde, que parece querer vingança de alguma querela que teve com o Superman anos antes.
A série também introduziu a personagem Carrie Kelly, que assume o manto de Robin depois de Jason Todd. A trama de Miller também decretou o fim de Jason Todd, que acabou morto pelo Coringa na clássica história Batman: Morte em Família. Ou seja, mesmo não fazendo parte da cronologia oficial, The Dark Knight Returns acabou transformando todo o universo do morcego, assim como a história Batman: Ano Um, também de Frank Miller.
Lançado no mesmo ano que a minissérie Watchmen, de Alan Moore e Dave Gibbons, Batman: The Dark Knight Returns apresentou uma nova forma de contar histórias em quadrinhos: que fossem mais orientadas para adultos, mas com os mesmos personagens que liam quando crianças. Deste modo, The Dark Knight Returns influenciou a indústria de quadrinhos, anunciando uma nova onda de personagens e cenário mais obscuros.
Em 2001, foi lançada a continuação, Batman: The Dark Knight Strikes Again (O Cavaleiro das Trevas 2, no Brasil).

### Final dos Anos 80
Nessa época, Miller tinha retornado como escritor do Demolidor. Depois de sua história independente "Badlands", desenhada por John Buscema, na edição de #219 (Junho de 1985), ele co-escreveu a edição #226 (janeiro de 1986), com o início escrito por Dennis O'Neil. Então, com o artista David Mazzucchelli, ele elaborou um arco que, como The Dark Knight Returns, redefiniu e revigorou seu personagem principal. "Daredevil: Born Again", foi publicada nas edições #227-233 (Fevereiro-agosto de 1986). O herói foi narrado com um fundo católico, mostrando a destruição e renascimento de sua identidade da vida real, o advogado de Manhattan Matt Murdock, nas mãos de seu inimigo Wilson Fisk, também conhecido como o Rei do Crime. Depois de completar o arco "Born Again", Frank Miller começou a produzir uma história de duas partes com o artista Walt Simonson, mas nunca foi concluída e permanece inédita.
Miller e o artista Bill Sienkiewicz produziaram a graphic novel Demolidor: Amor e Guerra em 1986. Os dois também produziram a minissérie de oito edições Elektra: Assassina para a Epic Comics.
Sua maior história desse período foram as edições 404-407 de Batman em 1987, outra colaboração com Mazzucchelli. Intitulada Batman: Ano Um, era a versão de Miller para a origem do Batman onde reconectou vários detalhes e os adaptou para que tudo se encaixasse na continuidade de O Cavaleiro das Trevas. Provando seu sucesso, recebeu uma versão encadernada em 1988 com tiragens ainda em andamento e é um dos quadrinhos mais vendidos da DC Comics. Foi adaptada como animação em 2011.
Miller também desenhou as capas das doze primeiras edições da edição norte-americana de Lobo Solitário. Isso ajudou a popularizar os mangás nos Estados Unidos.
Durante essa época, Miller (junto de Marv Wolfman, Alan Moore e Howard Chaykin) entrou em disputa com a DC Comics sobre um sistema de classificação de quadrinhos. Não concordando com o que viu como um ato de censura, ele se recusou a trabalhar para a editora, e iria publicar seus próximos projetos pela editora independente Dark Horse Comics. Desde então Miller se tornou um dos maiores apoiadores dos direitos de criação e se tornou uma grande voz contra a censura nos quadrinhos.
Em resposta a alegação de que seus quadrinhos eram conservadores, Miller disse "Eu não sou um conservador, sou um libertário."